# Municipio de Woodland (Minnesota)
El municipio de Woodland (en inglés: Woodland Township) es un municipio ubicado en el condado de Wright en el estado estadounidense de Minnesota. En el año 2010 tenía una población de 1082 habitantes y una densidad poblacional de 12,6 personas por km².

## Geografía
El municipio de Woodland se encuentra ubicado en las coordenadas 45°0′43″N 93°57′45″O / 45.01194, -93.96250. Según la Oficina del Censo de los Estados Unidos, el municipio tiene una superficie total de 85.9 km², de la cual 84,32 km² corresponden a tierra firme y (1,84 %) 1,58 km² es agua.

## Demografía
Según el censo de 2010, había 1082 personas residiendo en el municipio de Woodland. La densidad de población era de 12,6 hab./km². De los 1082 habitantes, el municipio de Woodland estaba compuesto por el 96,58 % blancos, el 0,55 % eran afroamericanos, el 0,18 % eran amerindios, el 0,65 % eran asiáticos, el 1,2 % eran de otras razas y el 0,83 % eran de una mezcla de razas. Del total de la población el 1,76 % eran hispanos o latinos de cualquier raza.